# 가음 단층

한국의 단층. 6번이 가음 단층

가음 단층(佳音 斷層, Gauem Fault)은 대한민국 경상북도 의성군 금성면에서 가음면과 대구광역시 군위군 삼국유사면 북부를 지나 포항시 기계면으로 이어지는 한반도 경상 분지 내의 서북서-동남동 방향, 연장 40 km의 대규모 주향 이동 단층이다. 구산동(1977) 및 군위(1981) 지질도폭에서 금성산 칼데라를 좌수향으로 변위시키고 있는 단층으로 처음 보고되었으며 금천 단층, 신녕 단층 등과 함께 가음 단층대를 구성한다. 이 단층에서 실시된 ESR 연대측정 결과는 약 56만 년 전에 단층이 최후로 활동했음을 지시한다.

## 양산 단층과의 관계
가음 단층은 동쪽의 양산 단층에 의해 절단되어 있으며 동-서 방향의 횡압력에 의해 형성되었다. 동-서 방향의 횡압력에 의해 형성된 서북서 방향의 가음 단층은 북동-남서 방향의 횡압력에 의해 형성된 양산 단층에 의해 절단되는데 이로부터 가음 단층이 먼저 생겨났음을 알 수 있다. 백악기에서 신생대로 넘어갈 즈음에 동-서 방향의 횡압력으로 가음 단층이 먼저 생성되고 그 후 북동-남서 방향의 횡압력에 의해 양산 단층이 형성되었으며 이 지구조 운동은 최소한 제3기 말까지 지속되었다.
최승찬 외(2024)는 양산 단층 일대의 중력장을 조사하고, 양산 단층 동쪽으로 뻗어 나간 가음 단층의 동부 분절—포항 분지 밑에 묻혀 있다—이 양산 단층의 우수향 주향이동에 의해 남쪽으로 25 km 변위되었으며, 가음 단층의 최동단은 연일구조선의 좌수향 주향이동에 의해 다시 북쪽으로 이동한 것으로 해석하였다.

## 가음 단층의 자취 (단층의 노두)
가음 단층은 의성군 봉양면, 금성면, 가음면과 영천시 화북면 일대의 경상 누층군 하양층군과 유천층군 등을 가로질러 약 40 km 이상 연장된다. 이 단층에 의해 절단된 화산암과 퇴적암의 암상경계는 단층의 좌수향 운동에 의한 수평변위가 최대 2.3 km임을 지시한다.

### 지질도폭
군위 지질도폭(1980)에 의하면 금성면 탑리리에서 가음면으로 이어지는 가음 단층은 북서 65°의 주향을 가지며 단층을 따라 관입한 맥암이 단층의 운동으로 파쇄되어 있다.
구산동 지질도폭(1976)에 의하면 가음 단층은 북서 60°의 주향을 가지며 선암산 북서측 의성군 가음면 현리리에서 2.5 km, 군위군 삼국유사면 낙전리에서 1 km, 학암리에서 2.5 km의 변위를 보인다. 이 단층에 의해 경상 누층군 하양층군 춘산층과 유천층군 산성화산암, 불국사 화강암류 중성암맥이 변위되었다.

### 수정리 지점
의성군 금성면 수정리(N 36°14'39.29", E 128°42'24.32", 금성산 칼데라 남쪽)에서 확인된 가음 단층은 경상 누층군 하양층군의 사암과 미사암을 절단하고 있다. 그러나 이곳의 단층은 항공/위성사진으로 선명하게 인지되는 서북서 방향의 선상구조와는 다소 차이를 보이는, 북동 83°의 주향과 북서 53°의 경사를 가진다. 이곳에서 서쪽으로 약 3.4 km 떨어진 지점(N 36°14'39.95", E 128°40'08.92")에서는 주향 북서 87°, 경사 남서 74°의 단층 노두가 확인되며 북쪽의 자색 이암과 남쪽의 담회색 미사암을 구분한다. 단층경면의 단층조선과 섬유상 결정은 정이동, 우수향 및 좌수향 주향이동의 다양한 운동 감각을 보인다.

### 양지리 지점
의성군 가음면 양지리(N 36°13'55.57", E 128°44'21.38")에 가음저수지의 서편에 도로공사로 새롭개 드러난 절개사면은 가음 단층의 북쪽 손상대에 해당하며 서북서 방향의 소규모 단층들이 다양한 경사로 발달한다.

### 낙전리 지점
대구광역시 군위군 삼국유사면 낙전리 지점(N 36°11'25.6", E 128°49'27.8")에는 백악기 흑운모 화강암에 폭 14 m의 단층대가 발달한다. 남과 북으로 형성된 단층 파쇄대는 10 m 이상이며 좌수향 주향이동을 한 것으로 추정된다.

### 석산리 지점
대구광역시 군위군 삼국유사면 석산리 지점(N 36°10'27", E 128°51'13")에는 3개의 단층대가 발달하며 단층경면의 조선은 좌수향의 주향이동을 지시한다. 두 번째 단층에서 북동-남서 방향의 수직 단층과 북서-남동 방향의 역단층 운동이 관찰되는데 이는 동-서 방향의 압축력으로 좌수향 운동이 발생한 후 북동-남서 방향 압축력을 받았음을 지시하며 이는 이병주와 황재하(1997)의 연구와도 부합한다. 화강암에 발달한 단층면에서 단층시료를 채취하여 ESR 연대측정을 실시한 결과 최대 ESR 연대는 560±50 ka 으로 단층의 마지막 활동 시기는 약 51~61만 년 전(제4기 플라이스토세 지바절)다.
| 위치                     | 좌표                                                                          | 지질                                 | 성향                              | 주향              | 경사              | ESR 연대측정값 | 비고 |
| ------------------------ | ----------------------------------------------------------------------------- | ------------------------------------ | --------------------------------- | ----------------- | ----------------- | -------------- | ---- |
| 의성군 금성면 도경리     | 북위 36° 14′ 39.95″ 동경 128° 40′ 08.92″ / 북위 36.2444306° 동경 128.6691444° | 경상 누층군 자색 이암, 담회색 미사암 | 정이동, 우수향 및 좌수향 주향이동 | 북서 87°          | 남서 74°          | -              |      |
| 의성군 금성면 수정리     | 북위 36° 14′ 39.29″ 동경 128° 42′ 24.32″ / 북위 36.2442472° 동경 128.7067556° | 경상 누층군 하양층군                 | 좌수향 주향이동                   | 북동 83°          | 북서 53°          | -              |      |
| 의성군 가음면 양지리     | 북위 36° 13′ 55.57″ 동경 128° 44′ 21.38″ / 북위 36.2321028° 동경 128.7392722° | 경상 누층군                          | 역이동, 정이동, 우수향 주향이동   | 서북서            |                   | -              |      |
| 군위군 삼국유사면 낙전리 | 북위 36° 11′ 25.6″ 동경 128° 49′ 27.8″ / 북위 36.190444° 동경 128.824389°     | 백악기 흑운모 화강암                 | 좌수향 주향이동                   | 북동 12°          | 북서 85°          | -              |      |
| 군위군 삼국유사면 석산리 | 북위 36° 10′ 27″ 동경 128° 51′ 13″ / 북위 36.17417° 동경 128.85361°           | 화강암                               | 좌수향 주향이동                   | 북서 47° 북동 18° | 남동 77° 남동 85° | 560±50 ka      |      |

## 가음 단층대

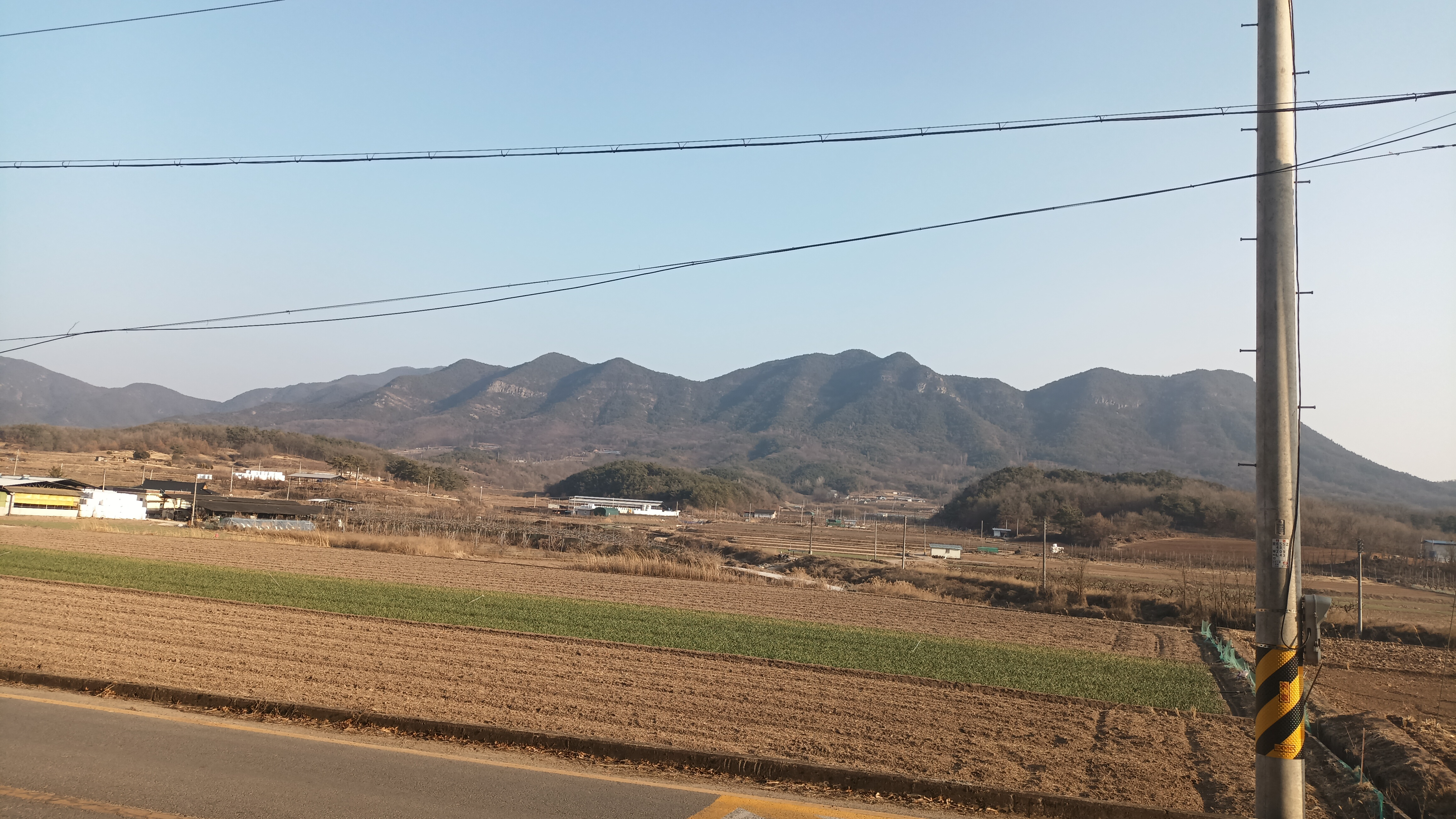
의성군에 위치한 금성산 칼데라의 모습. 금성산 일대에는 북서 60° 주향의 가음 단층과 금천 단층이 통과해 칼데라의 화산암을 절단하고 있다.

가음 단층이 위치한 경상 분지 의성소분지 일대에는 가음 단층 외에도 소규모의 자잘한 단층이 다수 분포하는데 이 일대에 발달하는 일련의 단층들을 묶어 가음 단층계(佳音 斷層系, Gaeum Fault System, GFS) 또는 가음 단층대라 부른다. 뚜렷한 선상구조로 나타나는 서북서 주향의 단층들은 북쪽에서 남쪽으로 황학산 단층, 의성 단층, 금천 단층, 자락 단층, 가음(수기령) 단층, 군위 단층, 우보 단층, 신녕 단층, 팔공산 단층으로 명명되어 있다.
신령 지질도폭(1980)에서는 가음 단층계의 방향성이 팔공산 화강암의 관입 방향과 유사하다며 단층의 약대(弱帶)를 따라 화강암의 관입이 있었고 관입 이후에도 단층의 운동이 있었던 것으로 추정했다. 이현구 외(1993)는 금성산 칼데라 일대에서 7140만 년 전에 탑리 현무암의 분출과 동시에 서북서 방향의 단층들이 좌수향 주향이동을 하였을 것으로 제안하였다. 최범영 외(2001)는 가음 단층에 대한 5개의 지구조적 사건을 제안했다; 백악기 전기 바렘절의 동-서 방향, 백악기 후기 투렌절의 남-북 방향, 신생대 팔레오세의 북서-남동 방향, 신생대 올리고세의 북동-남서 방향, 후기 마이오세의 서북서-동남동 방향. 5개의 지구조사건 동안 가음 단층의 좌수향 주향이동이 가장 중요하고 뚜렷한 사건이며 이는 팔레오세의 북서-남동 방향 압축력과 일치한다. 고상모 외(2003)는 8천~6천만 년 전에 양산 단층 및 가음 단층계의 운동과 관련된 북서-남동 방향의 열수변질광상이 형성되었다고 보고하였다. 최범영 외(2004)는 변형 받은 지층의 연령과 지형구조분석에 근거하여 가음 단층과 자락 단층이 백악기 전기 바렘절에 동-서 압축력에 의해 첫번째 좌수향운동을 했으며 플라이오세에 동-서 방향의 압축력에 의해 두번째 좌수향 이동을 겪은 것으로 보고하였다. 군위군 산성면 백학리에서 확인된 신령 단층의 기하와 지형구조분석에 근거하여 신녕 단층은 백악기 후기 샹파뉴절에서 신생대 에오세까지 우수향으로 운동하였고, 플라이오세에 좌수향으로 재활동한 것으로 분석했다. 황병훈 외(2008)는 양산 단층과 가음 단층대가 동-서 내지 북동-남서 방향의 압축환경 하에서 각각 우수향과 좌수향 주향이동 감각으로 운동하였으며, 지속적인 압축환경 하에서 양산 단층계는 반시계방향으로 회전한 반면 가음 단층계는 시계방향으로 회전했다고 해석하였다. 그리고 가음 단층계가 절단하고 있는 신동층군 퇴적암의 변위(2.7 km)가 유천층군 화산암류의 변위(1.0 km)보다 상대적으로 크다고 보고하며, 이는 가음 단층의 운동 중에도 유천층군의 화산 활동이 활발했다는 것을 지시한다고 설명했다.

### 의성 단층
의성 단층(義城 斷層, Uiseong Fault)은 의성군 의성읍과 사곡면 일대의 경상 누층군 하양층군을 절단하여 약 20 km 연장된다. 또는 의성군 다인면 덕미리에서 청송군 기계면 현서면까지 발달한다. 의성 단층에서 북쪽으로 약 6 km 떨어진 의성읍 상리리 지점(N 36°20'52.51", E 128°43'53.75")에는 기존에 보고되지 않은 서북서 방향의 단층이 확인된다. 고각으로 경동된 점곡층이 남-북 방향의 사면을 따라 드러나는데, 주 단층면 인접부의 셰일층 내에는 서북서 내지 북서 방향의 전단면을 따라 미약한 역이동성 감각이 수반된 좌수향 주향 이동 감각의 단층조선이 확인된다.
의성군 신평면 일원에는 약 18 km 이상의 연장을 보이는 서북서 방향의 단층이 경상 누층군 신동층군을 절단하고 있으며, 최범영 외(2004)의 연구에서는 이 단층을 우향 굴곡(right-bending)하는 의성 단층으로 해석하기도 하였다. 도로공사를 위해 절개된 신평면 용봉리의 사면(N 36°26'40.05", E 128°33'28.19")의 단층은 북서 62°의 주향과 북동 80°의 경사를 가진다. 단층 북측에는 괴상의 사암이, 남측에는 서북서 주향의 고각으로 경사진 셰일과 사암이 있으며 셰일 내에서는 습곡이 인지된다.

### 금천 단층
금천 단층(Geumcheon Fault)은 의성군 의성읍 비봉리, 금성면 만천리, 춘산면 금천리와 금오리, 청송군 현서면 사촌리 일대의 경상 누층군 하양층군과 유천층군, 불국사 화강암류를 절단하며 약 35 km 이상 연장된다. 청송군 기계면에서 의성군 다인면을 지나 예천군 풍양면에 이르기까지 인지되며, 다인면 덕미리에서 안동 단층을 어긋나게 한다. 상주시 이안면 지역의 서북서-동남동 주향의 좌수향 단층 대현리 단층은 금천 단층의 서측 연장으로 보이기도 한다. 구산동 지질도폭(1976)에 의하면 지표 상의 변위가 650 m~1 km로 나타나고 불국사 화강암류를 절단하고 있으며, 암맥들이 금천 단층과 평행하게 발달하고 이 암맥들이 전단 작용을 받은 것을 바탕으로 단층의 활동과 동시기적으로 암맥이 관입하였다고 추정했다. 금천 단층은 백악기 말의 금성산 칼데라와 약 52 Ma의 연대를 갖는 보현산 화강암을 좌수향으로 절단하고 있어 가음 단층계의 좌수향 운동시기를 한정하는 데 중요한 역할을 한다.
청송군 현서면 사촌리(N 35°11'31.56", E 128°55'24.24")에서는 금천 단층의 부차 단층(subsidiary fault)에 해당하는 고각의 서북서 방향 소규모 단층들이 혼펠스화된 춘산층을 절단하고 있다. 각 단층활면에서 확인되는 단층조선은 우수향 주향 이동 감각이 우세하지만, 일부 단층 활면에서는 좌수향 주향 이동 감각이 인지된다.

### 자락 단층
자락 단층(Jarak Fault)은 의성군 비안면 일대에 약 7 km의 연장을 가지는 선명한 서북서 방향의 선상구조로 발달한다.
자락 단층에서 북북동쪽으로 3 km 일대에 6 km의 연장을 보이는 서북서 방향의 선상구조를 추적한 결과 하부 진주층 분포 지역인 안평면 기도리 지점(N 36°22'47.19", E 128°33'13.80")에서 단층의 노두가 확인되었다. 이 노두에는 두 개의 단층면이 2 m 간격이 발달하는데 남측의 단층면은 주향이 북서 48°, 경사 남서 59°, 북측의 단층면은 주향 북서 51°, 경사 북동 66°이다. 두 단층면 사이에는 괴상의 조립질사암이 있고 그 남북에 셰일층이 있다.

### 군위 단층
군위 단층(軍威 斷層, Gunwi Fault)은 대구광역시 군위군 우보면과 군위읍 일원의 경상 누층군 신동층군과 하양층군을 가로질러 약 7 km 연장된다. 우보 단층(II) 주변부와 함께 군위 단층 인근에는 서북서와 북북동 방향, 동북동 내지 동-서의 전단 단열들이 발달한다.

### 우보 단층

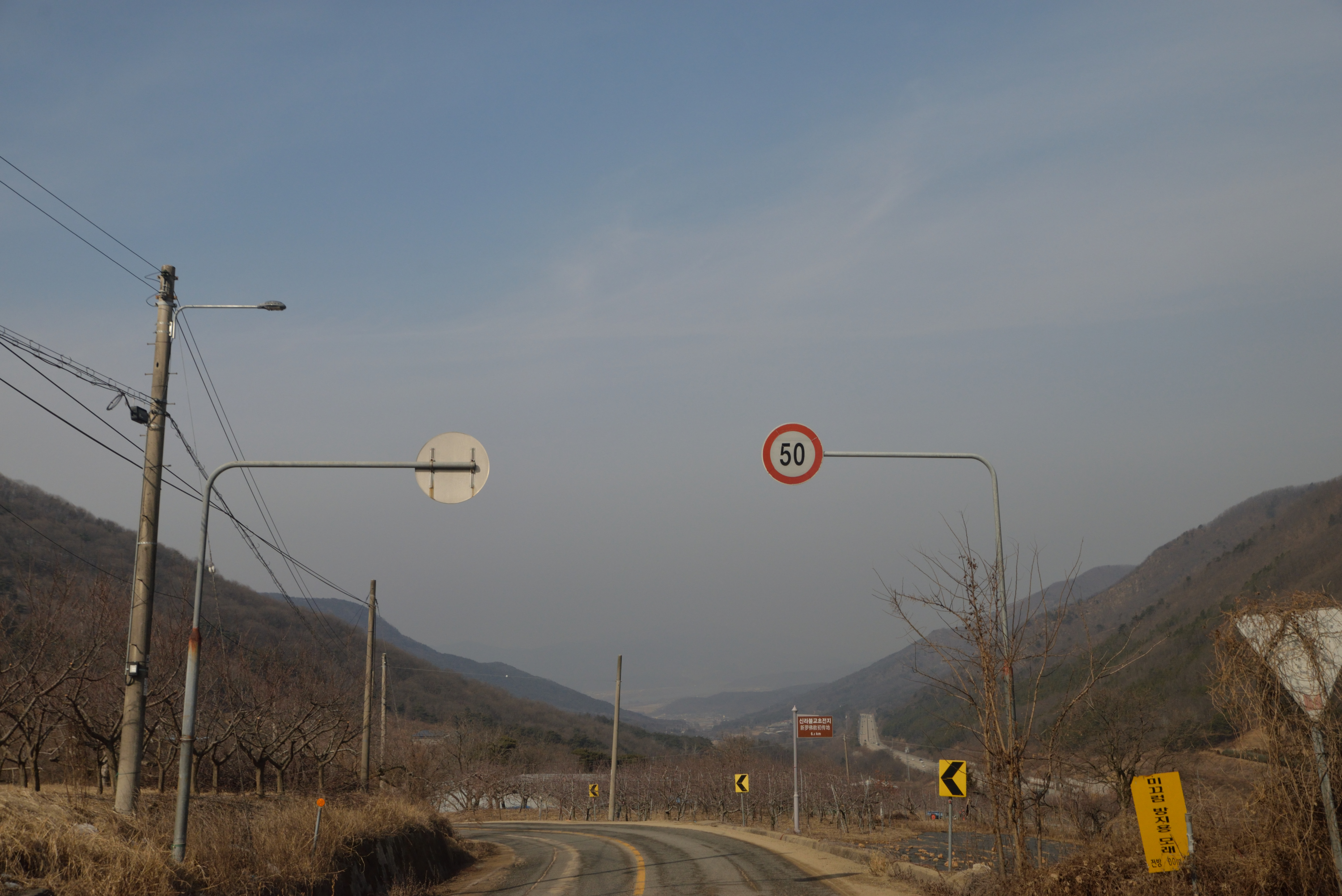
땅재 정상에서 바라본 구미시 도개면과 우보 단층의 단층곡

우보 단층(友保 斷層, Ubo Fault)은 의성군 우보면 이화리를 중심으로 서북서 방향으로 발달한다. 우보 단층은 선산(1989) 및 군위(1981) 지질도폭에서 보고되었으나 천영범 외(2017, 2018)는 이 두 지질도폭의 우보 단층이 서로 연결되지 않는 별개의 단층으로 판단하여 전자를 우보 단층 (I)로, 후자를 우보 단층 (II)로 구분하였다.

### 신녕 단층
신녕 단층(新寧 斷層, Sinnyeong Fault)은 팔공산 북쪽, 경상북도 영천시 신녕면에서 대구광역시 군위군을 거쳐 상주시 공성면까지 약 70 km 이상의 연장을 보이는 대규모 서북서 방향 단층이다. 선산 지질도폭(1989)에서는 대부분 낙동강의 충적평야 아래를 지나 인지가 어려우며 지표에서는 구미시 산동읍 적림리에서 확인되었다. 대율 지질도폭(1980)에서는 백학동 단층으로 명명되었으며 북측 지괴가 남측에 비해 상대적으로 서쪽으로 이동한 것으로 보고되었다.

### 팔공산 단층
팔공산 단층(八公山 斷層, Palgongsan Fault)은 대구광역시 북부의 팔공산 화강암체를 절단하며 서북서 방향으로 발달하는 주향 이동 단층이다. 단층면은 서북서 방향의 주향에 북으로 고각 경사하는 양상을 보인다. 그러나, 오늘날 팔공산 단층은 팔공산 화강암에 의해 그 흔적이 많이 지워져(fugitive) 있다. 장기홍 외(1997)는 의성소분지와 밀양소분지의 경계를 이루는 서북서 방향 팔공산 단층의 운동사를 제안하였다. 이들에 의하면 팔공산 북쪽에 분포하는 후평동층, 점곡층과 남쪽에 분포하는 칠곡층, 신라 역암층, 학봉 현무암이 형성될 팔공산 단층이 퇴적동시성 단층으로 운동하였으며, 단층 휴지기에 함안층과 진동층이 퇴적되고 유천층군의 화성활동이 발생한 후에 약 5.5 km 수평변위를 보이는 좌수향 주향이동 운동이 발생하였음을 보고하였다. 특히, 여러 백악기 화성암체들이 팔공산 단층의 연장을 따라 분포하고 있음을 토대로 이들이 팔공산 단층을 분출통로로 사용하였을 것으로 해석하였다. 팔공산 단층은 하산동층이 최대 5.5 km의 변위를 보이는 곳에서 가장 잘 관찰되며 동쪽으로는 경산시 하양읍에서 첨멸되나 서쪽의 첨멸 지점은 아직 불명이다.
불국사 화강암류에 속하는 팔공산 화강암에 대해 최초로 얻어진 K-Ar 장석연령치는 73 Ma였고 이후 측정된 Rb-Sr 전암 연령은 백악기 후기 상파뉴절에 해당하는 82 Ma이다. 팔공산 주향이동 단층의 운동이 팔공산 화강암 관입 직후에 끝났고 팔공산 화강암이 고결(固結)된 시기를 82 Ma로 본다면 캄파니아 전기에 팔공산 단층의 활동은 끝났다고 보게 되므로 팔공산 단층 발달사의 기간은 백악기 알비절(Albian) 초에서 상파뉴절(Campanian) 전기까지 30 Ma이다.

## 관련 기사
"활성단층 지도 관련 예산 늘려야" - 주간경향, 2017.12.05일자 활성단층 연구팀의 1단계 조사계획 중에 가음 단층계의 집중 조사가 있다.

## 같이 보기
- 한국의 단층
- 한국의 지질
- 한국의 지진
- 단층
- 경상 분지
- 의성군의 지질
- 대구광역시의 지질
- 양산 단층
- 의성군 가음면